# إب (محافظة)
محافظة إب  محافظة يمنية تقع إلى الجنوب من العاصمة صنعاء، وتبعد عن العاصمة بحدود (198 كم) وتتصل المحافظة بمحافظة ذمار من الشمال ومحافظة تعز من الجنوب، محافظتي الضالع والبيضاء من الشرق، محافظة الحديدة من الغرب. ويطلق على المحافظة لقب (اللواء الأخضر)، لأنها من أجمل مدن الجمهورية، ويشكل سكانها ما نسبته (10.8%) من إجمالي سكان الجمهورية، وتعد ثالث أكبر محافظات الجمهورية من حيث عدد السكان، وعدد مديرياتها (20) مديرية. ومركز المحافظة مدينة إب، وتعد الزراعة النشاط الرئيسي للسكان، إذ يشكل إنتاج المحافظة من المحاصيل الزراعية ما نسبته (5.6%) من إجمالي الإنتاج في الجمهورية، وتحتل المرتبة الرابعة بعد محافظات الحديدة، صنعاء ومأرب، وأهم المحاصيل الحبوب والخضروات. وتضم أراضي المحافظة بعض المعادن أهمها المعادن الطينية المستخدمة في صناعة الأسمنت والطوب الحراري ومعدن (الزيولايت) المستخدم في صناعة المنظفات والبازلت المستخدم في صناعة حجر البناء والمعدن المستخدم في صناعة أحجار الزينة.أهم معالم محافظة إب التاريخية مدينة ظفار عاصمة الحميريين وجبلة عاصمة الصليحيين. ويتميز مناخ المحافظة بالتنوع وتساقط الأمطار الغزيرة طوال العام تقريباً، ومتوسط درجة الحرارة فيها خلال أيام السنة بحدود (18) درجة مئوية.

## تسميتها
اختلف كثير من المؤرخين والجغرافيين حول تسمية إب لكن الراجح انها تسمية حميرية، ومعنى إب بالحميرية (الكبير)[بحاجة لمصدر] وفي مدينة إب باب يسمى (باب الكبير) أي باب نكرة والكبير معرف أو أن تسميتها من أبا وهو العشب والكلا كونها دائمة الخضرة وقد ورد في القرآن الكريم قوله تعالى (فاكهة وأبا) فقد تكون اصل التسمية أبا ثم خففت إلى اب اما ما ذكره الاب لويس معلوف اليسوعي في كتاب المنجد من تسمية اب ماخوذ من شهر آب وهو شهر الخصب نظرا لخصوبتها وقال أن اليونانيين هم من أطلق عليها هذه التسمية دون تعليل لصلة اليونانيين باب وهو امر ضعيف الإسناد.

## التاريخ

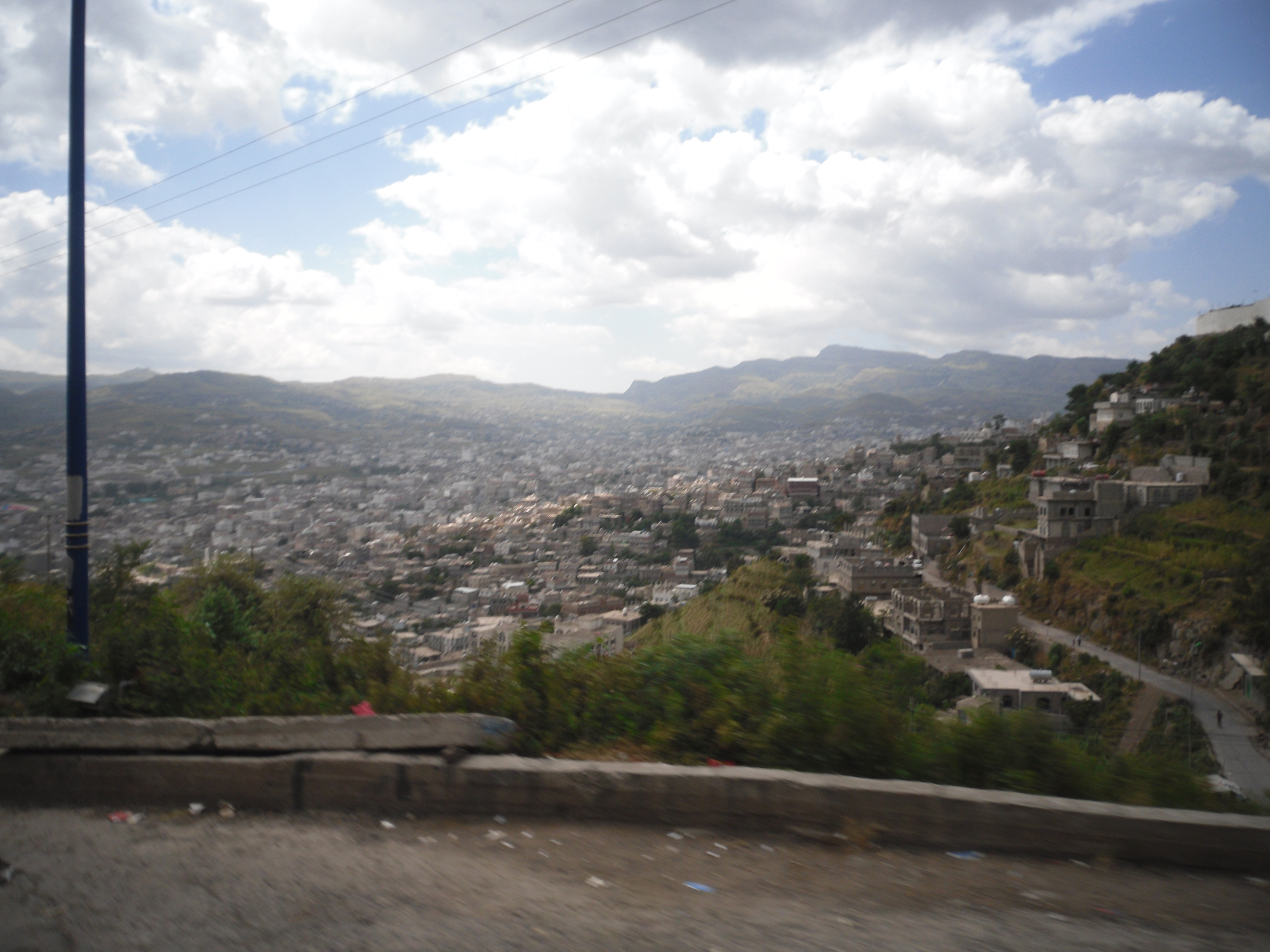
صورة في محافظة إب - اليمن

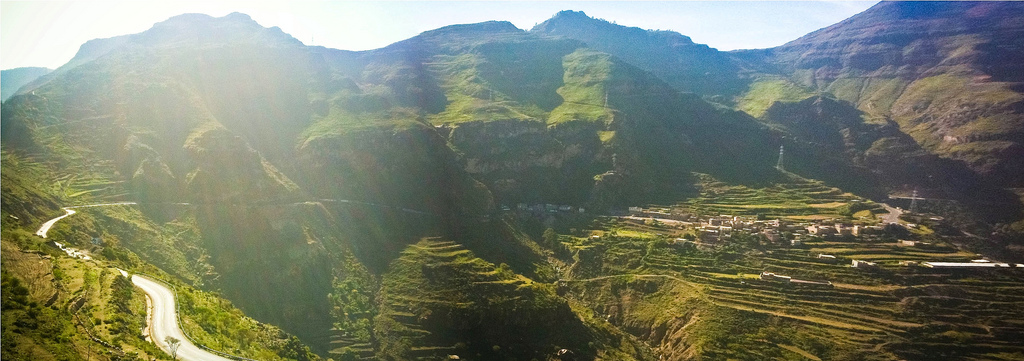
نقيل سمارة

محافظة إب (اللواء الأخضر) كانت من أهم المناطق اليمنية وأوفرها حظا في قيام الدويلات والممالك التاريخية القديمة مثل:
دولة حمير: والتي أسسها الملك ذي ريدان الحميري 115 ق. م حيث قامت هذه الدولة في منطقة وادي بنا واختيرت مدينة ظفار على سفح جبل ريدان قرب قاع الحقل بيريم عاصمة لهذه الدولة. ولماّ اكتمل بنيانها وزادت قوتها واصل الحميريون زحفهم شمالا وضموا إليهم الدولة السبئية وأقاموا دولة جديدة تسمى دولة سبأ وذو ريدان وعاصمتها مدينة ظفار والتي يوجد فيها متحف ظفار التاريخي الذي تحكي محتوياته عن تلك الدولة التاريخية العملاقة. كما لا تزال العديد من الآثار والقلاع والقصور الباقية تذكّر بها وبأمجاد تاريخية لدويلات قبلها مثل دولة رعين التي قامت دولة حمير على أنقاضها من 436-532 هـ (1047-1138 م).
الدولة الصليحية: هذه الدولة اليمنية القديمة قامت على يد الملك علي بن محمد الصليحي وكانت صنعاء عاصمتها وعند اشتداد المرض بملك هذه الدولة تولى السلطة ابنه المكرم بن علي محمد الصليحي وخلال حكمه ظهرت زوجته السيدة أروى بنت أحمد الصليحي تشاركه الحكم وبناء الدولة وعند وفاة زوجها قبضت السيدة أروى زمام السلطة واختارت مدينة جبلة محافظة إب عاصمة للدولة فحققت خلال حكمها الذي استمر خمسين عاما نجاحا باهرا وفريدا نظرا لما عُرفت به من حكمة وعدل وثبات، كما قامت إلى جانب نجاحها السياسي وتقوية نفوذ دولتها ببناء العديد من المآثر التاريخية الإسلامية والإنسانية مثل بناء جامع السيدة أروى بمدينة جبله وهو الجامع الكبير في المدينة، كما قامت ببناء الجزء الشرقي من الجامع الكبير بصنعاء. وأوقفت الكثير من الأراضي الزراعية للمواشي وبناء المرافق الخدمية كما أوصلت مياه الشرب النقية إلى كل منازل مدينة جبله عبر ساقية طويلة تمتد إلى أعلى قمم الجبل المطل على المدينة، كما عملت على توفير مساكن العلماء والمتعلمين وشكلت حلقات العلم في جامع جبلة التي كان يلتحق بها طالبوا العلم من مختلف المناطق.
الدولة الإسماعيلية: من أواخر القرن الثالث الهجري إلى القرن الخامس الهجري ومن أواخر القرن التاسع الميلادي إلى القرن الحادي عشر الميلادي. والدولة الإسماعيلية كوّنها الشيعة الذين ينسبون إلى الإمام محمد بن إسماعيل حيث بدأت دعوتهم أولا في العراق لكن أنصار هذه الدعوة وجدوا اليمن مكانا مناسبا لقيام دولتهم. وقام علي بن الفضل وأبن حوشب (منصور اليمن) بنشر هذه الدعوة إلى اليمن، وعندما قويت الدعوة وزاد نفوذها في مناطق لحج وعدن وأبين وتعز اتخذ ابن الفضل مدينة مذيخرة في قضاء العدين محافظة إب عاصمة له وامتدت دولته من عدن إلى صنعاء ولا تزال بقايا هذه الدولة عامرة في المنطقة.

## الجغرافيا
موقع المحافظة: تقع في الجزء الأوسط من الجمهورية اليمنية وتبعد عن العاصمة صنعاء مسافة 193 كم وتتصل المحافظة بمحافظة ذمار من الشمال، وبمحافظة تعز من الجنوب، وبمحافظتي الضالع والبيضاء من الشرق، وبمحافظة الحديدة من الغرب.
المساحة:
تبلغ مساحة المحافظة حوالي 5,552 كم2 تتوزع في عشرين مديرية متباينة المساحة وتعتبر مديرية القفر أكبر مديريات المحافظة من حيث المساحة حيث تبلغ مساحتها 676 كم2 كما تعد مديرية الشعر اصغر المديريات من حيث المساحة 154 كم2.

## المناخ والأمطار
تتمتع محافظة إبّ بمناخ معتدل طوال العام، وأمطارها غزيرة مصحوبة بالبرودة، نتيجة هبوب الرياح الموسمية المشبعة بالمياه من الجنوب الشرقي والجنوب الغربي للمحافظة، حيث يبلغ معدل تساقط الأمطار السنوي أكثر من (1000 مم) على المرتفعات الجبلية الغربية والجنوبية للمحافظة عند ارتفاع (1500 متراً عن سطح البحر).

## التضاريس

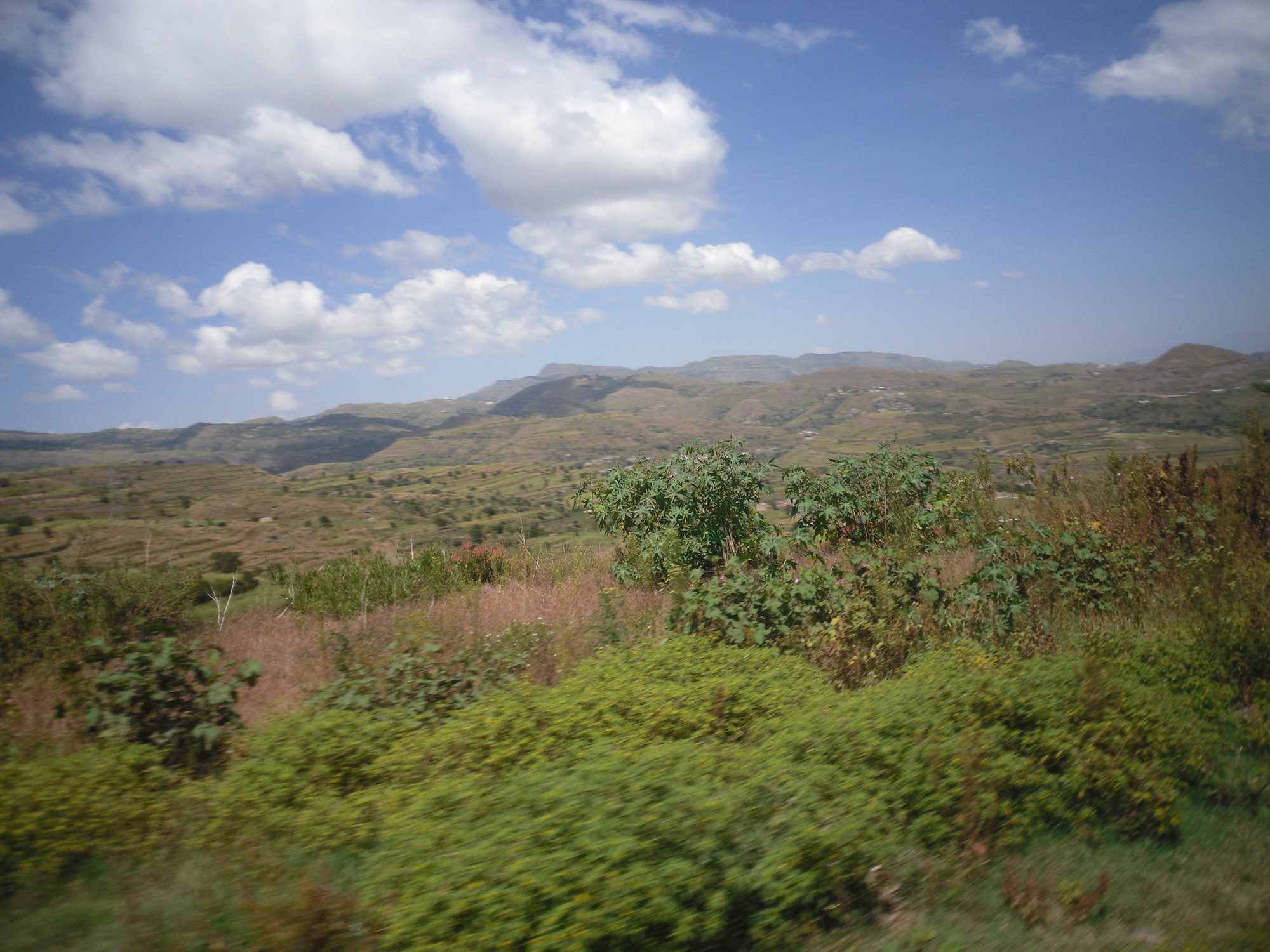
صورة في محافظة إب - اليمن

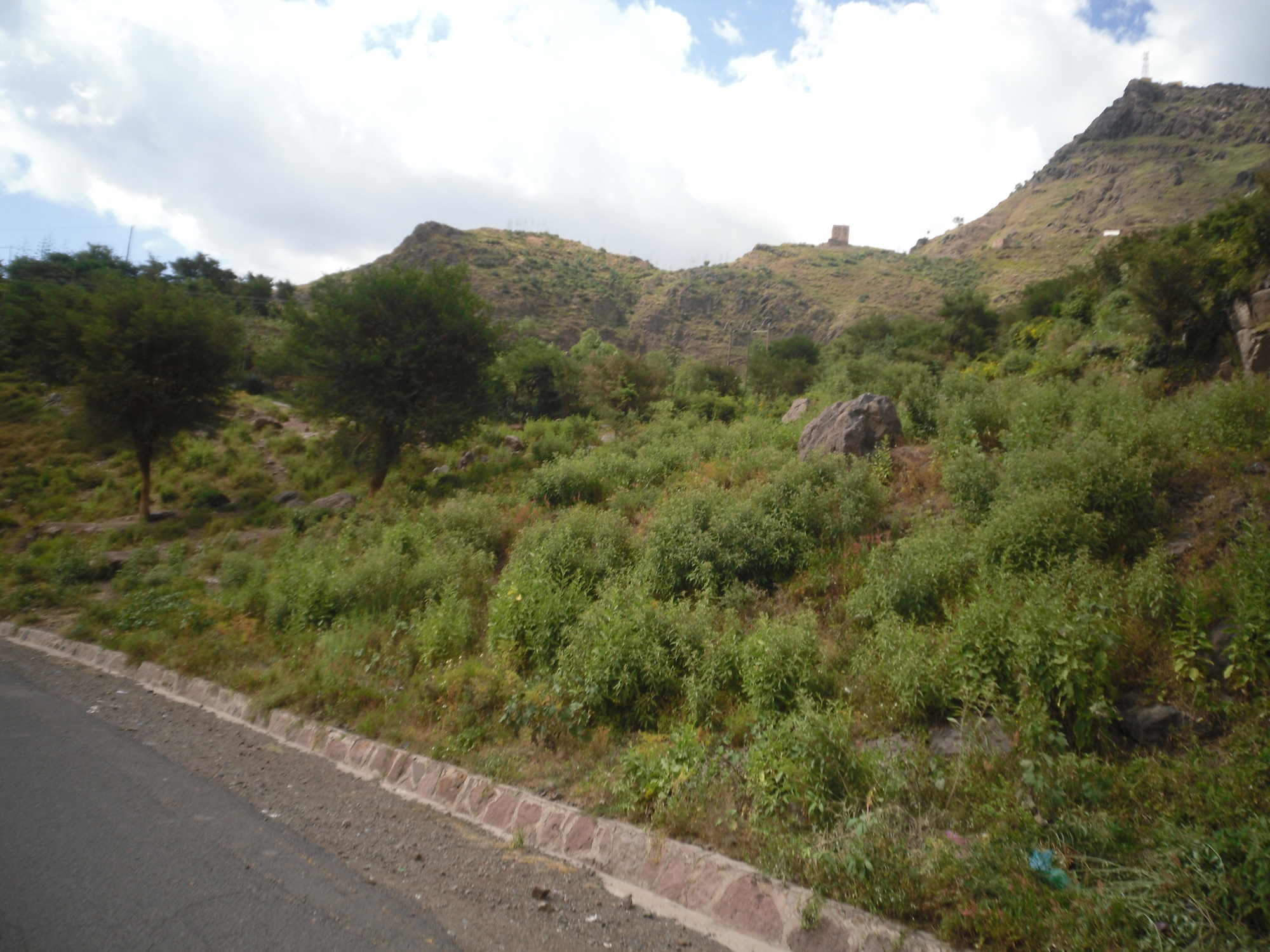
من المناظر الطبيعية في إب

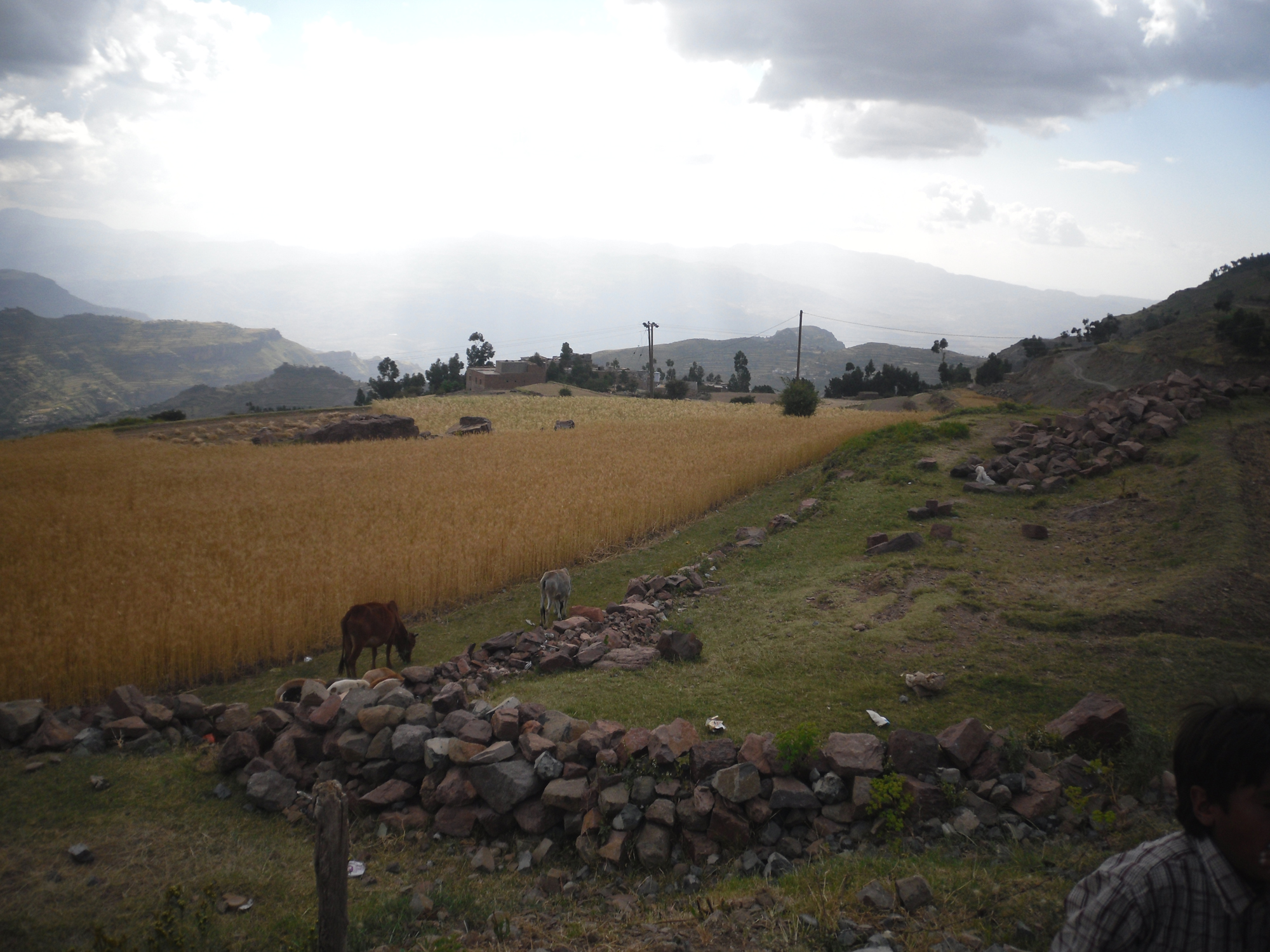
مزارع إب

تضاريس أراضي محافظة إبّ وعرة جداً، فهي عبارة عن مرتفعات جبلية تتخللها وديان عميقة تجرى في ممرات ضيقة لها انحدارات حادة وطويلة، وأغلب هذه الوديان تصب في سهل تهامة غرباً، أمَّا الوديان التي تقع شرق محافظة إبّ فأنها تصب في خليج عدن، وتنقسم محافظة إبّ من حيث السطح إلى قسمين هما:

### السهول والأودية

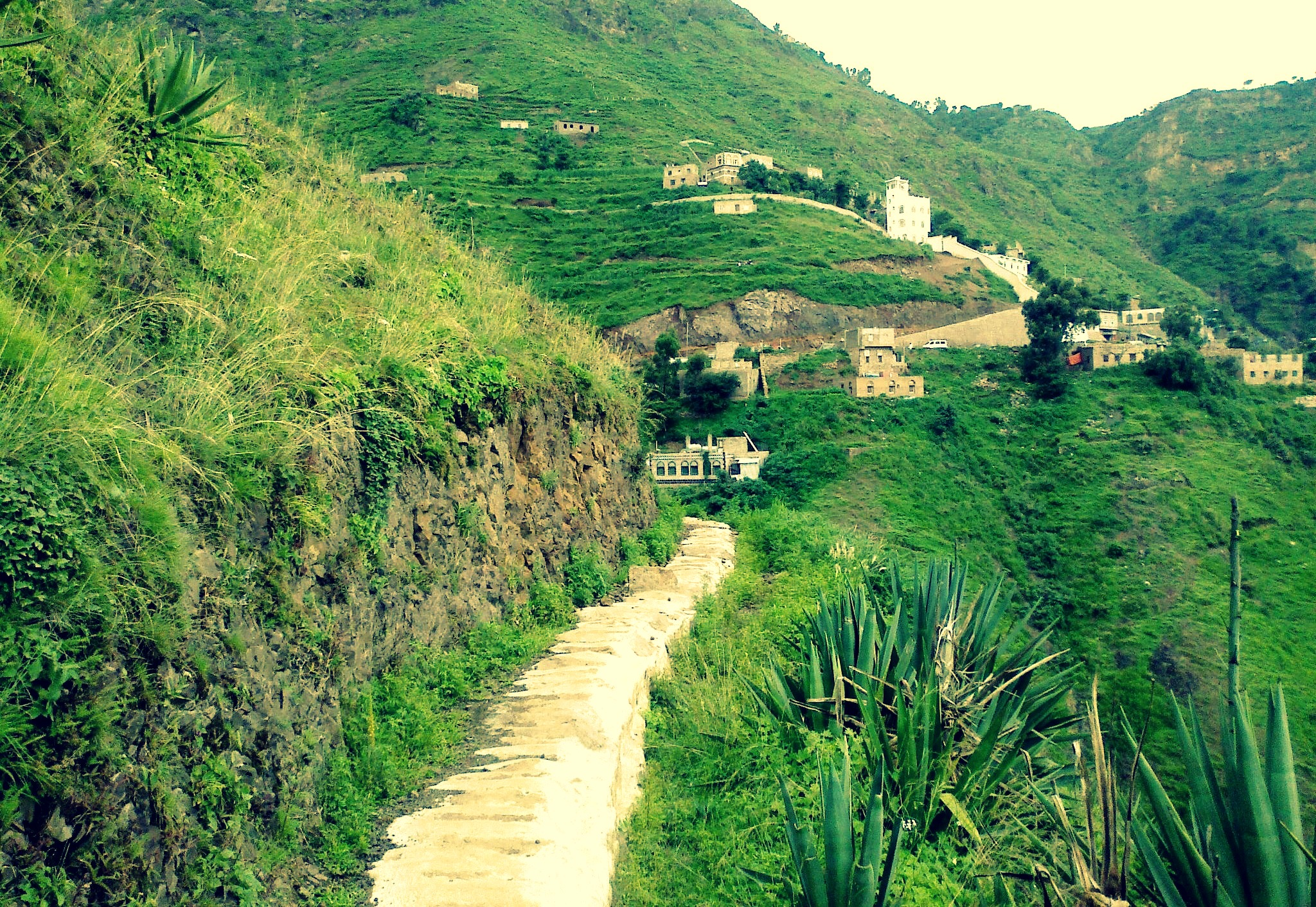
الطريق إلى المشنة في إب

ومن أهم وأشهر الأودية في محافظة إبّ هي:
- وادي ميتم: ومنبع مياهه من مدينة إبّ، وتنضم إلى وادي ميتم أودية جِبلة، وأودية جبل بَعْدان، وأودية صهبان، والسَبْره ويتجه إلى وادي تبن في محافظة لحج.
- وادي عَنّه: عَنّه - بفتح العين وتشديد النون - أحد أودية بلاد العُدَيْن المشهورة التي ورد ذكره في العديد من المصادر التاريخية وينسبه الأخباريون إلى «عَنّه بن مثوب الأكبر بن عُريب» وهو وادي دائم الجريان على مدار العام، تأتي مياهه من جبل مشورة القريب من مدينة إبّ، ومن جنوب حبيش، ومن شمال جبال العنسيين، ومن شمال المُذَيْخِرَه، ومن جنوب بني مليك من العُدَيْن، ويمر بوادي الدُرَّ جنوب مدينة العُدَيْـن، ويتجه غرباً فيلتقي بوادي زبيد شمال جبل رأس، كما توجد على ضفتيه ينابيع الحمامات المعدنية الحارة.
- وادي زبيد: يبدأ من شمال مدينة إبّ فيمر بوادي السحول وتنضم إليه مياه شرق جبل حبيش وشماله، وغرب جبل بَعْدان وشماله، ومياه جبل المنار، والمخادر، وغرب بلاد يَرِيْم من قُلَّة بني مُسلم وهي أعلى جبال يَرِيْم، ومنها أودية شيعان والصُنَّع ورِحاب والأودية النازلة من سُمارة، وتنضم إليه - أيضاً - مياه جنوب عُتمة وشرق جبال وصابين وجنوب وصاب السافل وشمال جبل رأس فتسقي أراضي زبيد، ثم تنصب إلى البحر الأحمر جنوب الفازة - غرب مدينة زبيد -، ومياه وادي زبيد دائمة الجريان على مدار العام، ويغور أكثرها تحت الرمال فتظهر في الفازة.
- وادي بنا: تبدأ مساقط مياهه من بلاد يَرِيْم، وقاع الحقل والجبال المحيطة به، وتجتمع أسفل وادي الحقل، حيث توجد هناك آثار للسدود القديمة، وتمر مياه الحقل في مضيق متعرج (ثلاثة كيلومترات)، ثم تهبط في وادي بنا حيث تمر بالسَدّة وتنضم إليه مياه وادي حوره، ووادي المسقاة، ووادي الأغبري النازل من الجهة الغربية والأودية النازلة من شخب عمار، ويسير وادي بنا من الشمال الغربي إلى الجنوب الشرقي في وادِ جميل المناظر آهل بالسكان، فتسير إلى وادي دمت حيث الحمامات الشهيرة بمياهها المعدنية العلاجية…، وتجتمع بها هناك أودية خبان النازلة من شلالات وادي المحفد، ووادي الذاري ثم تتجه جنوباً إلى دمت حيث تلتقي بها أودية يَرِيْم الشرقية ومياه غرب جبن، والحبيشية، وصباح من جنوب رداع وتمر شرق مُريس، وجبال الشعيب وتنضم إليه أودية السوادية من جهة البيضاء وأودية الطفة وغرب يافع فتسيل بين بلاد المفلحي من يافع العليا، وجبال حالمين ثم تنزل إلى وادي أبين وخنفر …. حتى تصب في البحر العربي جنوباً على بعد حوالي (40 كيلومتراً) شرق مدينة عدن.
- وادي الدُورَّ: أحد أودية بلاد العُدَيْن المشهورة وقد ورد ذكره في العديد من المصادر التاريخية، يمر جنوب مدينة العُدَيْن ويعتبر من أجمل الأودية وقد تغنى به الشعراء والكتاب.

### المرتفعات الجبلية
وتنقسم إلى المرتفعات الشمالية والمرتفعات الجنوبية:
المرتفعات الشمالية: ومنها جبال يَرِيْم وأشهرها جبل بني مُسلم الذي يرتفع عـن مستوى سطح البحر حوالي (3000 متراً) غرب مدينة يَرِيْم على بعد حوالي (20 كيلومتراً)، ثم جبال ظفار وتقع جنوب شرق مدينة يَرِيْم على بعد حوالي (20 كيلومتراً) وهو مقر الدولة الحميرية بعد مأرب، ثم جبال شخب عمار وكحلان في بلد خُبان، وجبل المنار وهو شمال بَعْدان جنوب يَرِيْم، ثم جبل بَعْدان وهو جبل مسنم يتجه من الجنوب إلى الشمال، وبـه من الحصون الشهيرة حصن حَبّ، وجبل حبيش الذي يقع غرب وادي السحول، ثم جبال مشورة التي تقع جنوب حبيش من إبّ وكانت معقل الصليحيين وبها آثار قديمة، وبالشرق منه جبل الخضراء الذي يطل على السيَّاني من الشرق، وجبال صهبان، ثم جبال العود التي تقع شرق بَعْدان، ثم جبال صباح التي تقع شرق جبل العود، وجبال مُريس التي تقع شمال شرق قعطبة.
المرتفعات الجنوبية: ومنها جبال العُدَيْن التي تقع في الجهة الغربية من محافظة إبّ، وأشهرها جبال بني عوض شمال العُدَيْن، وجبال بني مليك، ثم جبال بلد الشهاري التي تقع جنوب شرق مدينة العُدَيْن، وجبال المُذَيْخِرَه، وحمير، والأشعوب، وجبل قُرعد وهي سلسلة من جبال التعكر والعنسيين، تُكون هذه الجبال عموداً يفصل بين وادي نخلة ووادي عَنّه.

## التقسيم الإداري
وفقاً لآخر تقسيم إداري فإن عدد مديريات محافظة أب عشرين مديرية، كالتالي:
| م | المديرية       | المركز      | العزل |
| - | -------------- | ----------- | ----- |
| 1 | مديرية الظهار  | إب          | -     |
| 2 | مديرية المشنة  | إب          | -     |
| 3 | مديرية إب      | إب          | 16    |
| 4 | مديرية السبرة  | نجد الجماعي | 13    |
| 5 | مديرية السياني | السياني     | 13    |
| 6 | مديرية الشعر   | الرضائي     | 8     |
| 7 | مديرية الرضمة  | الرضمة      | 9     |

| م  | المديرية       | المركز  | العزل |
| -- | -------------- | ------- | ----- |
| 8  | مديرية العدين  | العدين  | 22    |
| 9  | مديرية القفر   | رحاب    | 15    |
| 10 | مديرية المخادر | المخادر | 10    |
| 11 | مديرية السدة   | السدة   | 13    |
| 12 | مديرية النادرة | النادرة | 14    |
| 13 | مديرية بعدان   | العزلة  | 14    |
| 14 | مديرية جبلة    | جبلة    | 12    |

| م  | المديرية          | المركز    | العزل |
| -- | ----------------- | --------- | ----- |
| 15 | مديرية حبيش       | ظلمة      | 22    |
| 16 | مديرية حزم العدين | عردقة     | 20    |
| 17 | مديرية ذي السفال  | ذي السفال | 17    |
| 18 | مديرية فرع العدين | الرمادي   | 8     |
| 19 | مديرية مذيخرة     | مذيخره    | 14    |
| 20 | مديرية يريم       | يريم      | 11    |

### السلطة المحلية
المحافظ هو رئيس «مجلس السلطة المحلية» في المحافظة:
المحافظ
- الشيخ عبد الواحد صلاح (حالياً).[3]

## السكان
يبلغ عدد سكان محافظة إب 2,131,861 نسمة، وذلك وفقاً للنتائج النهائية للتعداد العام للسكان والمساكن والمنشآت لعام 2004م، ويبلغ معدل النمو السكاني سنوياً 2.47%.
| م               | المديرية          | السكان المقيمين | السكان المقيمين | السكان المقيمين |
| --------------- | ----------------- | --------------- | --------------- | --------------- |
| م               | المديرية          | عدد الذكور      | عدد الإناث      | الإجمالي        |
| 1               | ريف إب            | 69899           | 73742           | 143,641         |
| 2               | الرضمة            | 38417           | 38159           | 76,576          |
| 3               | السبرة            | 34089           | 35783           | 69,872          |
| 4               | السدة             | 39696           | 42806           | 82,502          |
| 5               | السياني           | 54237           | 56278           | 110,515         |
| 6               | الشعر             | 19322           | 20483           | 39,805          |
| 7               | الظهار            | 79687           | 74712           | 154,399         |
| 8               | العدين            | 68786           | 74792           | 143,578         |
| 9               | القفر             | 51899           | 51373           | 103,272         |
| 10              | المخادر           | 57195           | 56,697{\|       | 113892          |
| 11              | المشنة            | 52461           | 48687           | 101,148         |
| 12              | مديرية النادرة    | 36321           | 37434           | 73,755          |
| 13              | مديرية بعدان      | 54957           | 61088           | 116,045         |
| 14              | مديرية جبلة       | 54694           | 57787           | 112,481         |
| 15              | مديرية حبيش       | 48953           | 57,045          | 105998          |
| 16              | مديرية حزم العدين | 36899           | 42584           | 79,483          |
| 17              | مديرية ذي السفال  | 80264           | 82755           | 163,019         |
| 18              | مديرية فرع العدين | 41651           | 47360           | 89,011          |
| 19              | مديرية مذيخرة     | 36908           | 40927           | 77,835          |
| 20              | مديرية يريم       | 88016           | 86998           | 175,014         |
| -               | أخرى              | 9               | 11              | 20              |
| إجمالي المحافظة | إجمالي المحافظة   | 1,044,360       | 1,087,501       | 2,131,861       |

## الثقافة

### آثار ومعالم تاريخية
1. الحصون والقلاع: أهم هذه الحصون والقلاع توجد في قمم الجبال بالمحافظة والتي خلفتها حضارات دويلات يمنية قديمة مثل حصن وقلعة «سماره» في مديرية «يريم» وحصن جبل «حب» في«بعدان» وحصن «التعكر» في جبله. وكل هذه الحصون تمتاز بالفن والدهاء المعماري لقدامى اليمنيين، وتضم معاصر الزيوت وآبار المياه ومخازن العتاد العسكري والغذائي. وجبل (الخمسة) المطل على نجد حنطام وما جاورها.

### المتاحف
متحف ظفار بمحافظة إب، ويقع في ظفار (العاصمة الحميرية القديمة) جنوب يريم. جمعت في هذا المتحف آثار قرية ظفار، وقصر ريدان بيت الأشول، حدة غليس ومنكث، وقد تمت عملية ترتيب ودراسة القطع الأثرية فيه عام 1972 م.

## مناطق وأماكن سياحية
تعتبر محافظة أب لواء الطبيعة الساحرة والآثار الرائعة، كل ما في هذه المحافظة يجسد الجمال، تتجمل الصورة الحية في أحضان الكتل الجبلية والقرى المعلقة في مرتفعات القمم وكأنها تسامر النجوم.
ومحافظة إب من أكثر المحافظات تنوعا لمنتجها السياحي والبيئي، مشارف حصونها التاريخية صالحة للطيران الشراعي ورياضة التسلق أشهر الحصون (حصن حَبّ).

### شواهد تاريخية
من شواهد مناطقها التاريخية:
مدينة أب: التي برزت في العصر الإسلامي وفيها خدمات صحية وتعليمية وإدارية وسياحية وخدمة التسوق التجاري ولمنازلها طراز معماري فريد وشارع المدينة القديمة مبلطة بالحجارة.
ومن المدن التاريخية السياحية مدينة جبلة عاصمة الدولة الصليحية من العام 457 هـ 1065 ميلادي، تولت الملك السيدة الشهيرة أروى بنت أحمد الذي استمر حكمها 53 عاما. ومن معالم مدينة جبلة جامع الملكة والساقية التاريخية التي تنحدر سواقيها من الجبال وترفد كل المدينة بالمياه العذبة، وشواهد (قصر دار العز).
ومن مناطق المحافظة المشهورة بأشجار البن العدين تبعد بـ40 كيلومترا عن مدينة أب.
أما المدن التاريخية الأخرى فأشهرها ظفار الملك عاصمة الدولة الحميرية وفيها متحف قائم يزوره السياح، ومن ينابيع الحمامات المعدنية حمام القفر وإريان.

### الحمامات العلاجية
كون محافطة إب تمتاز بجمال أخآذ ينبع من وفرة المناطق السياحية المختلفة التي نذكر منها :
| م  | اسم الحمام  | الموقع              | مدى الإقبال    | مدة البقاء |
| -- | ----------- | ------------------- | -------------- | ---------- |
| 1  | هبران       | عزلة بني سيف العالي | على مدار العام | ساعتين     |
| 2  | حوار العالي | عزلة بني سيف العالي | موسمي - ض      | 1-2        |
| 3  | وزره        | عزلة بني سيف السافل | موسمي - ض      | 3-5        |
| 4  | حوار السافل | عزلة بني سيف السافل | موسمي - ض      | 1-2        |
| 5  | الأديب      | عزلة بيت الأديب     | موسمي - ض      | 2-4        |
| 6  | الاثاري     | عزلة بني مرغم       | موسمي - ض      | 2-3        |
| 7  | الصلبة      | مديرية القفر        | موسمي - م      | 3-4        |
| 8  | علي         | عزلة بني جماعة      | موسمي - ك      | 3-5        |
| 9  | حَمَضْ         | وادي حَمَضْ            | موسمي - ض      | 2-3        |
| 10 | جداع        | عزلة النخلة         | على مدار العام | 2-3        |
| 11 | مش الكافر   | عزلة بني مبارز      | موسمي - ض      | 2-3        |
| 12 | الصناع      | عزلة بني مهدي       | موسمي - ض      | 2-4        |